# Ipojucan

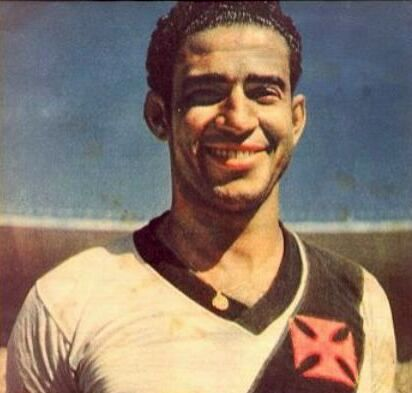

Ipojucan Lins de Araújo, detto Ipojucan (Maceió, 3 giugno 1927 – San Paolo, 19 giugno 1978), è stato un calciatore brasiliano, di ruolo attaccante.

## Biografia
Nato nello Stato di Alagoas, arrivava talvolta a firmare contratti in bianco per via della sua passione per il calcio. Afflitto da insufficienza renale, fu uno dei primi a subire un trapianto in Brasile, a San Paolo. Complicazioni dello stesso male lo portarono alla morte nel 1978, lasciando due figli e la moglie.

## Caratteristiche tecniche
Giocava come attaccante, ricoprendo il ruolo di centravanti. Nonostante l'altezza (1,90 m), aveva una grande tecnica e una peculiare abilità realizzativa, che lo portò a superare le duecento reti con la maglia del Vasco da Gama.

## Carriera

### Club
Cresciuto nel Canto do Rio, a undici anni passò al Vasco da Gama, società con cui costruì le proprie future fortune. Nel club di Rio de Janeiro debuttò nel 1944, dunque a diciassette anni, vincendo il campionato statale l'anno seguente. Vincerà poi lo stesso trofeo per altre quattro volte, dal 1947 al 1952, guadagnandosi la convocazione in Nazionale. Nel 1954 lasciò il club, trasferendosi nello stato di San Paolo, alla Portuguesa. Con i suoi 225 gol risulta il quinto miglior marcatore nella storia del Vasco da Gama. Nel 1955 vinse l'unico trofeo con la nuova maglia, il Torneio Rio-São Paulo, e nel 1958 concluse la carriera.

### Nazionale
Nel 1952 partecipò al Campionato Panamericano, vincendo il trofeo. Nel 1953, invece, fu convocato per il Campeonato Sudamericano de Football 1953, in programma in Perù. Alla sua prima partita, giocò tutti i novanta minuti, partecipando senza segnare alla goleada del Brasile sulla Bolivia per 8-1. Saltò la sfida con l'Ecuador, e tornò a giocare contro l'Uruguay, realizzando la marcatura decisiva al minuto numero ottantasette. Contro il Paraguay subentrò a Zizinho, mentre nella finale (sempre disputata con il Paraguay) entrò nel secondo tempo al posto di Pinga.

## Palmarès

### Club

#### Competizioni nazionali
- Campionato Carioca: 5

Vasco da Gama: 1945, 1947, 1949, 1950, 1952
- Torneo Rio-San Paolo: 1

Portuguesa: 1955

### Nazionale
- Campionato Panamericano: 1

1952
- Coppa Oswaldo Cruz: 1

1955
- Trofeo O'Higgins: 1

1955